# Savoia-Marchetti S.80
Il Savoia-Marchetti S.80 era un aereo anfibio da turismo, monomotore e monoplano ad ala alta a sbalzo, prodotto in piccola serie dall'azienda aeronautica italiana Savoia-Marchetti negli anni trenta.

## Storia del progetto
Dopo l'arrivo, nel 1922, dell'ingegnere Alessandro Marchetti, un velivolo che raggiunse un buon successo commerciale fu il Savoia-Marchetti S.56, un idrovolante leggero da turismo con configurazione alare biplana, diventato poi anche aereo anfibio con l'adozione di un piccolo carrello fisso, costruito anche su licenza negli Stati Uniti d'America ed esportato in Romania e Brasile.
L'S.80, realizzato nel 1933, avrebbe dovuto nelle intenzioni della ditta rinnovarne il precedente successo commerciale. Il nuovo modello si differenziava nella configurazione alare, passata dalla formula biplana a quella monoplana interamente a sbalzo, nella cabina che, pur restando a tre posti affiancati, venne chiusa per migliorare il comfort di pilotaggio e l'aerodinamica generale del velivolo.
La produzione in serie venne iniziata lo stesso anno negli stabilimenti SIAI di Sesto Calende.
Pur risultando un progetto riuscito le speranze di successo commerciale vennero disattese, pur sull'onda del successo mondiale acquisito dalle imprese del Savoia-Marchetti S.55, venendo prodotto in un numero limitato esemplari.
Il primo dei due esemplari costruiti dell'S.80 venne portato in volo per la prima volta nel 1933 dall'idroscalo di Sant'Anna.

## Tecnica
L'S.80 era un velivolo anfibio dall'aspetto moderno per l'epoca; monomotore, monoplano ad ala alta sbalzo, a scafo centrale con cabina di pilotaggio chiusa e carrello retrattile.
Lo scafo restava fedele alla realizzazione con struttura in legno rivestita da pannelli in compensato telato e presentava due carenature esterne atte ad alloggiare il carrello che era diventato retrattile. I piani di coda erano realizzati attorno ad un tubo portante con pannelli rivestiti in tela, mentre l'impennaggio, così come i flap erano realizzati totalmente in legno.
La velatura era di tipo monoplana, con piano alare a profilo semi-spesso collocato alto a sbalzo. Realizzato in legno, dotato di alettoni con anima in tubo d'acciaio, e ricoperto da tessuto, integrava nella struttura alcuni compartimenti stagni che avrebbero, in caso di ammaraggio forzato, assicurato il galleggiamento.
Il carrello d'atterraggio era retrattile e in posizione retratta era alloggiato un due carenature esterne poste ai lati dello scafo centrale.
La propulsione era originariamente affidata ad un motore Colombo S.63, un 6 cilindri in linea raffreddato ad aria in grado di erogare una potenza pari a 130 CV (96 kW), installato in posizione traente e alloggiato in una gondola collocata sopra la cabina di pilotaggio e collegata alla struttura sottostante grazie a robusti montanti.
Successivamente venne sostituito con il più potente C.N.A. VI IRC.43, motore che riproponeva la stessa architettura sviluppando 150 CV (110 kW).

## Impiego operativo
I due esemplari costruiti vennero acquistati dal Ministero dell'aeronautica e perciò ricevettero anche immatricolazioni militari; il c/n 30001, precedentemente immatricolato civilmente dalla SIAI I-MORO, assunse la matricola militare MM.251, il c/n 30002, immatricolato I-ARTU, la MM.252.
Uno dei due venne utilizzato dal giornalista Vittorio Beonio Brocchieri in alcuni raid aerei.

### Incidenti
L'S.80 è legato all'incidente mortale in cui perse la vita Edoardo Agnelli.
Il 14 luglio 1935, il velivolo, marche I-MORO, di proprietà del padre Giovanni Agnelli e pilotato da pilota Arturo Ferrarin, asso dell'aviazione italiana della prima guerra mondiale ed autore della trasvolata raid Roma-Tokyo, rientrando all'idroscalo di Genova dopo un volo proveniente da Forte dei Marmi nella fase di ammaraggio urtò un tronco vagante sullo specchio d'acqua. Nel conseguente ribaltamento, pur rimanendo entrambi illesi, Edoardo si alzò in piedi venendo colpito alla nuca dall'elica ancora in moto morendo sul colpo.
Per evitare il ripetersi di una simile conseguenza il progetto venne modificato approntando due gondole motore sulle ali invece che sull'unica posizione centrale, sostituendo il Colombo S.63 da 120 CV con elica traente con due britannici Pobjoy Niagara da 86 CV ciascuno, a sette cilindri raffreddati ad aria, dotati di eliche bipala in legno in posizione spingente. In questa configurazione bimotore il velivolo assunse la denominazione di Savoia-Marchetti S.80 bis.